# Ruta Bozeman

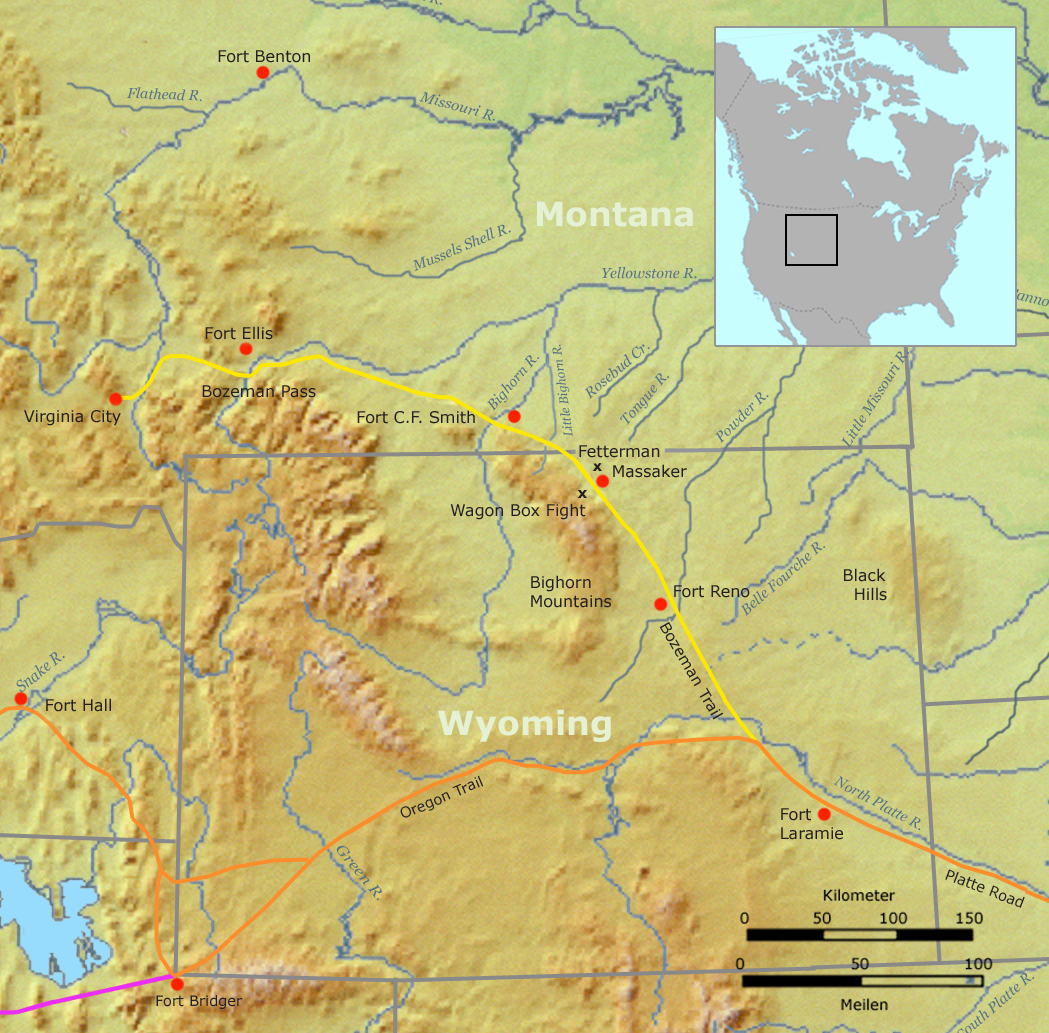
Mapa de la ruta Bozeman en color groc

La ruta, sender o camí Bozeman —també Bozeman (Bozeman Trail en anglès) és una ruta històrica de l'Oest dels Estats Units, que connectava el camí d'Oregon amb el territori de la febre d'or de Montana. Discorria al llarg de més de 800 km per terres índies i el flux de pioners i colons blancs provocar primer ressentiments i, finalment, atacs indis. L'Exèrcit dels Estats Units va dur a terme diverses campanyes militars contra els indis com a protecció dels viatgers, però després del Tractat de Fort Laramie (1868) s'abandonà.
La ruta Bozeman va ser molt important en la història de les fronteres dels EUA en conflicte amb els indis i per això va ser declarada ruta històrica (historic route) i inscrita en el Registre Nacional de Llocs Històrics. De vegades, la ruta Bozeman ha estat considerada com «l'última gran ruta d'emigrants per terra a l'Oest americà».
Avui dia diverses carreteres segueixen la ruta Bozeman:
- Una moderna autopista, la Interestatal 25, discorre des de Douglas (Wyoming, 5.228 hab.) a Sheridan, 15.804 hab.)
- Una altra autopista, la Interestatal 90, va des de Sheridan a Three Forks (Montana, 1.728 hab.) unes 30 milles a l'oest de Bozeman.
- La carretera Ruta 287, va des de Three Forks a Virginia City (Montana) (130 hab.).

## Recorregut

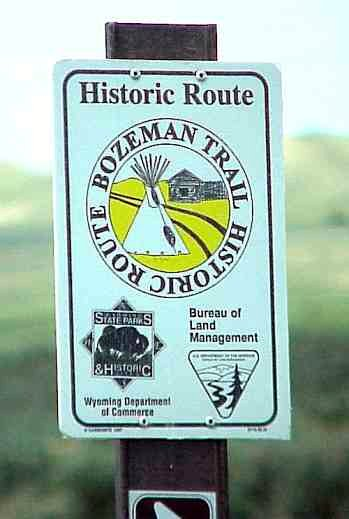
Bozeman Trail marker, Montana, 2003

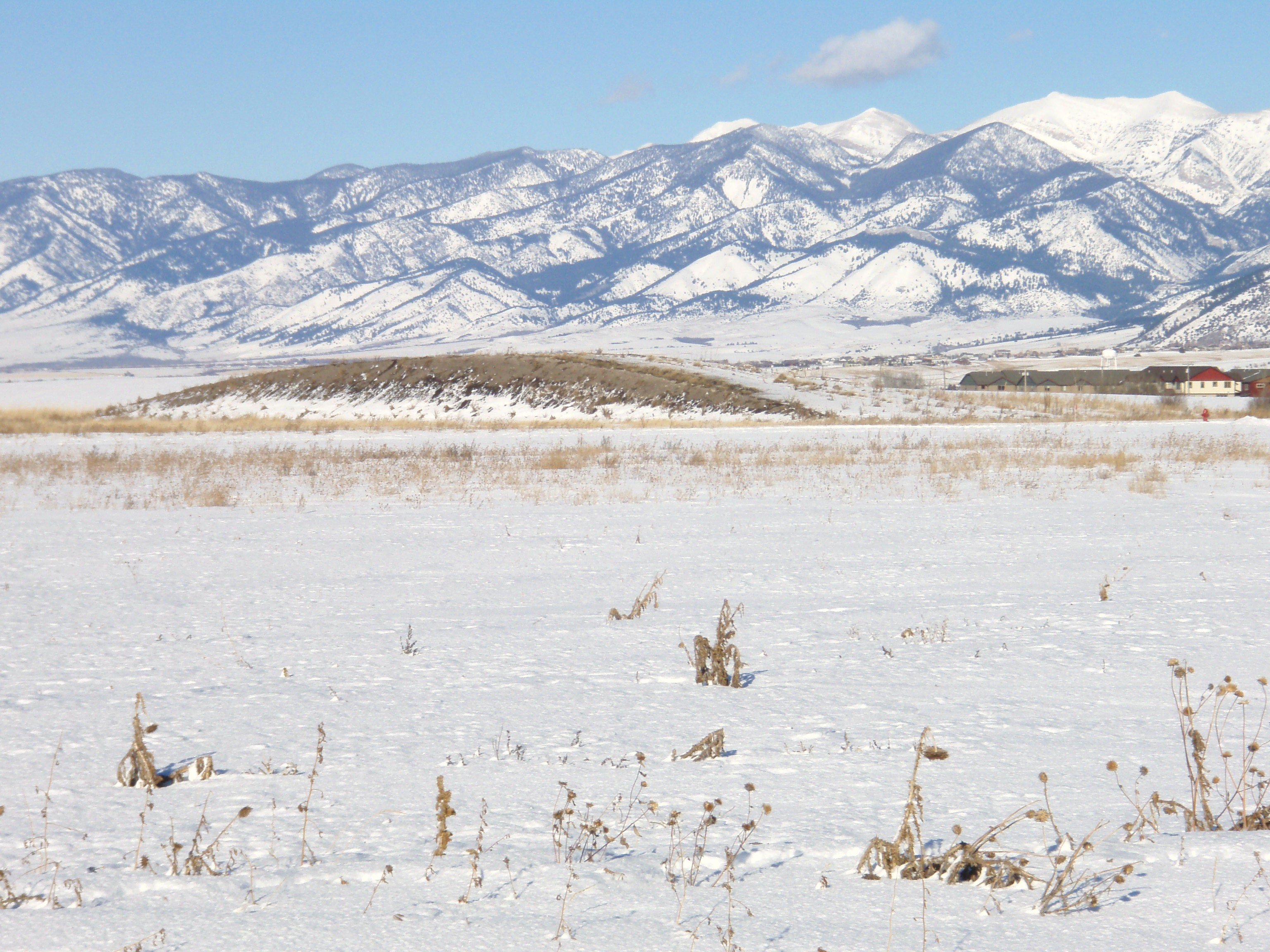
Les muntanyes Bridger, vistes des de Bozeman, a la vall pel qual discorre el tram final de la ruta Bozeman.

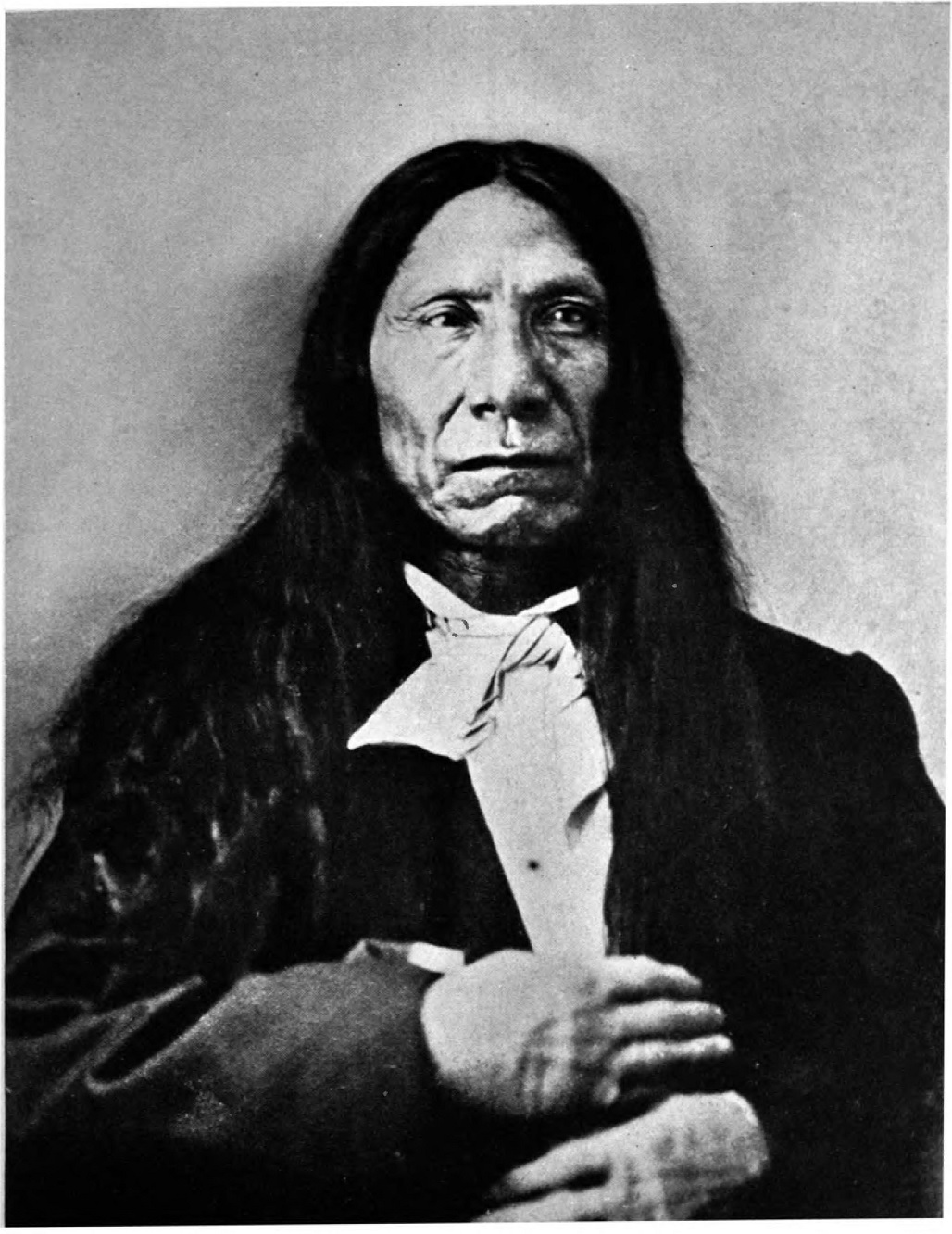
Red Cloud

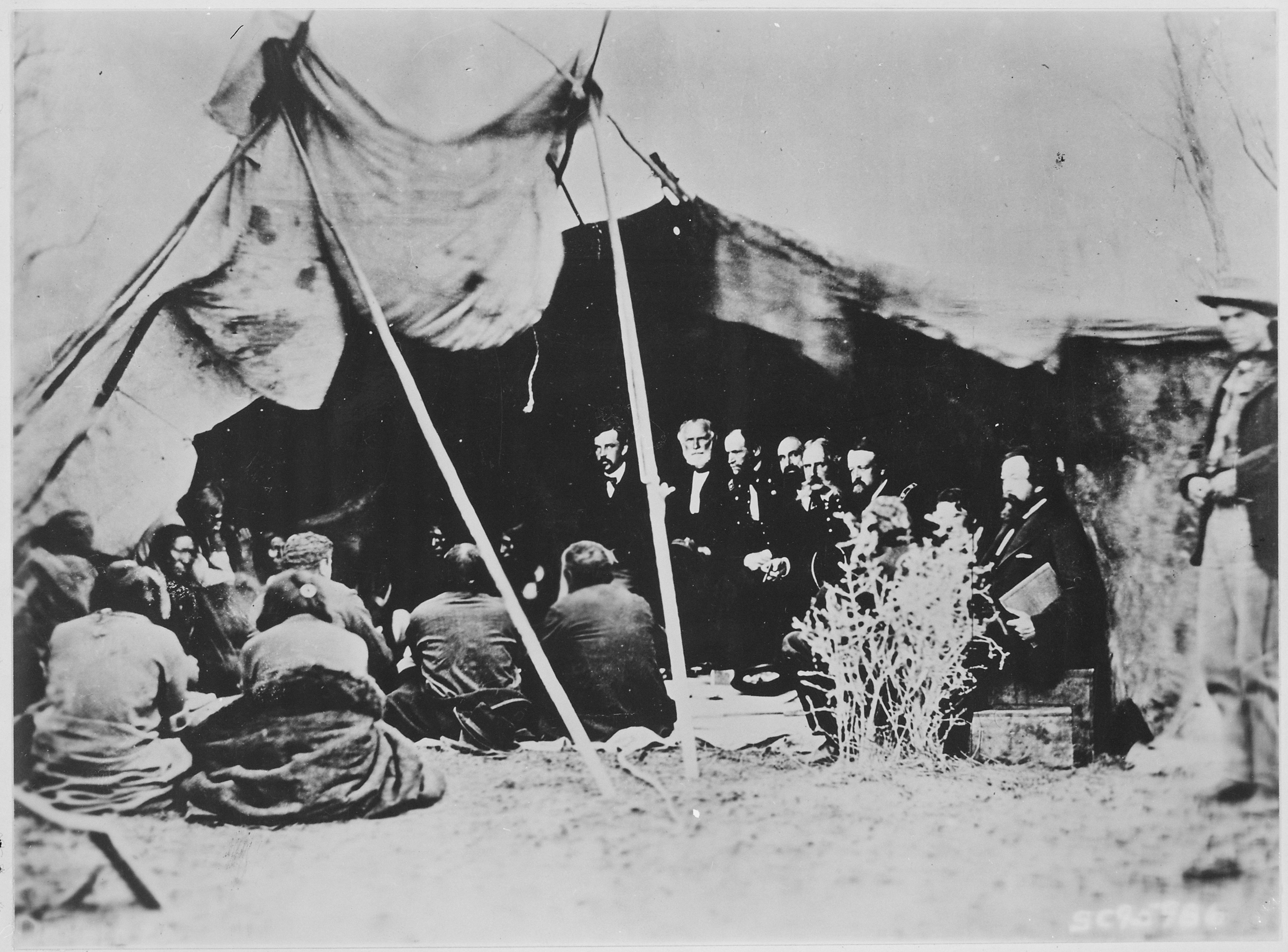
Fotografia del general William T. Sherman i els comissionats en el Consell, amb els caps indis a Fort Laramie (ca. 1868).

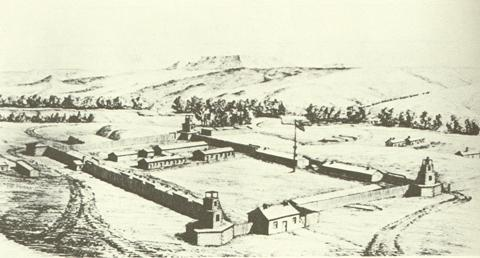
Fort Reno. Aiguafort de la revista Harper's Weekly.

La ruta Bozeman s'iniciava a la vall del riu Platte Nord, a l'oest del fort Laramie. Partia de diversos llocs, sent els principals on hi ha les actuals localitats de Glenrock i més a l'oest, Evansville (11.507 hab. El 2000). Ambdues rutes s'encaminaven en direcció nord i s'unien fins de prosseguir i arribar al Salt Creek, prop de l'actual Edgerton. Baixaven el riu fins a arribar a la seva confluència amb el riu Powder, que remuntaven durant un curt tram, en direcció oest, fins a arribar a l'actual Kaycee. La ruta tornava a dirigir-se al Nord, vorejant per la seva banda oriental les muntanyes Bighorn. Continuava creuant la Crazy Woman Creek (literalment riera de la dona boja) i seguia fins a l'actual Buffalo (3.900 hab.), A la vora de Clear Creek. Virava cada vegada més cap al Nord-oest, vorejant les muntanyes Bighorn pel seu extrem nord-occidental. En aquest tram la ruta tenia algunes variants, passant per l'actual Sheridan (Wyoming) i arribant finalment a Dayton (Wyoming) o Ranchester, a la vora del riu Tongue, on es creuava el riu.
La ruta seguia la mateixa direcció i sortia de l'actual estat d'estat de Wyoming, endinsant-se en Montana per la seva banda meridional. Travessava la riera Rosebud i després el riu Little Bighorn, fins a arribar finalment al riu Bighorn, a les ribes hi havia el fort CF Smith.
Virava progressivament la ruta cap a l'oest, fins a arribar al vall del riu Yellowstone, després de creuar un dels seus ramals, el Clark Fork. Remuntava la vall del Yellowstone fins a arribar al pas Bozeman, entre la serralada Bridger, al nord, i la serralada Gallatin, al sud. Entrava la ruta en el seu tram final, passant per les actuals Bozeman, Belgrade (5.728 hab.) I Manhattan, fins a arribar a Three Forks (1.728 hab.), on conflueixen els rius Madison, Jefferson i Gallatin, donant naixement al riu Missouri. Remuntaven el riu Madison, vorejant les muntanyes Tobacco Root en direcció sud, fins a l'actual Ennis, on creuaven cap a l'Oest per l'extrem nord de la serralada Gravelly, fins a arribar finalment Virgínia City, on acabava la ruta.

## Establiment
El 1863 John Bozeman i John Jacobs van explorar una ruta directa des de la ciutat de Virginia City, Montana, fins al centre de Wyoming per connectar amb el camí d'Oregon. La ruta discorria per camins que els indis americans recorrien des de feia molt de temps per la regió del riu Powder (traduïble com riu de la pols). Aquesta ruta era més directa i estava millor regada que qualsevol altre camí anterior a Montana. També es va aconseguir millorar la ruta de manera que era prou àmplia per als carros. L'únic desavantatge seriosa era que passava directament a través del territori indi, ocupat per les tribus xoixon, arapaho i lakota.
Bozeman, entre d'altres, va dirigir el primer grup d'uns 2.000 colons que van recórrer la pista el 1864. Les incursions dels indis en els assentaments blancs van augmentar de forma dramàtica entre 1864 i 1866. Això va impulsar el govern dels EUA a enviar l'Exèrcit per dur a terme diverses campanyes militars contra els xoixon. Patrick Edward Connor va dirigir diverses d'aquestes primeres campanyes i va derrotar els xoixons a la batalla del Riu Bear i durant l'Expedició del riu Powder, el 1865, també va derrotar els arapaho a la batalla del Riu Tongue.

## Viatges després de la Guerra Civil
El 1866, en finalitzar la Guerra Civil Americana, molts més colons van viatjar per la pista, en la seva majoria a la recerca d'or. L'Exèrcit dels EUA va demanar un consell en fort Laramie amb els indis, a qui el cap lakota Red Cloud va assistir. El propòsit de la reunió era organitzar un dret de pas amb els lakota per a l'ús de la ruta. Mentre estaven en negociacions, Red Cloud es va indignar quan va descobrir que un regiment d'infanteria dels EUA estava utilitzant la ruta sense el permís de la nació Lakota i aquesta va ser la causa de l'inici de la Guerra de Red Cloud.
L'Exèrcit va establir el 1866 tres forts - Reno, Phil Kearny i C.F. Smith - al llarg de la ruta, però les incursions índies a la ruta i al voltant dels forts continuar. Després que els Lakota van aniquilar un destacament al comandament del coronel William J. Fetterman (c. 1833-1866) el mateix any prop de Fort Phil Kearny els viatges civils per la ruta van cessar. El succés, conegut com a massacre de Fetterman va passar el 10 de desembre de 1866, quan un grup de llenyataires va sortir del fort Phill Kearny per aprovisionar de fusta i un grup de 10 genets lakota els va atacar. L'atac va ser vist des del fort, on hi havia l'heroi de la guerra civil, el coronel Feeterman, de qui es diu va afirmar que conquistaria als sioux. Feeterman va ser enviat amb 80 homes entre infanteria i cavalleria per ajudar els llenyataires i en veure'ls venir els lakota van fugir, però a poca velocitat, desafiant als soldats i al seu comandant, que va ordenar perseguir ignorant les ordres del fort de no seguir-los. Feeterman i els seus homes van arribar a una fondalada anomenada Lodge, quan van ser sorpresos des de la part superior per uns 2.000 lakota, arapajos, sioux i kiowa que estaven ocults. La pluja de fletxes i bales, en només 30 minuts, va acabar amb tots els soldats i el seu comandant. L'1 i 2 d'agost de 1867, grans partides de lakota van ser vistos en un aparent intent coordinat de superar Fort Smith i Fort Phil Kearny. A la batalla de Hayfield i batalla de Wagon Box, els atacs van fracassar.
Més tard, el Tractat de Fort Laramie (1868) va reconèixer el control de la regió del riu Powder per a la nació lakota. Durant un temps aquest tractat va tancar els viatges dels colons blancs per la ruta Bozeman. El president Ulysses S. Grant va ordenar l'abandonament dels forts, i diversos d'ells van ser després incendiats.
La guerra de Red Cloud pot considerar com l'única guerra en què indis van aconseguir els seus objectius (encara que només per un breu temps) amb un tractat sobre els assentaments que recollia les seves condicions. El 1876, però, arran de la Guerra de les Black Hills, l'Exèrcit va tornar a obrir la ruta i es van reconstruir els forts. L'Exèrcit va continuar utilitzant la ruta durant les campanyes militars i més tard va construir una línia telegràfica al llarg d'ella.